# 마릴루 헨너
매릴루 헤너(Marilu Henner, 1952년 4월 6일 ~ )는 미국의 배우, 작가이다.

## 개인 생활
로버트 리버먼과의 두 번째 결혼에서 니컬러스와 조지프라는 두 아들을 낳았다.
2010년 12월 19일, 헤너는 뛰어난 자전적 기억력으로 미국 텔레비전 프로그램 60분에 출연했는데 헤너는 11살 때부터 인생의 거의 모든 날을 기억할 수 있다고 주장했다.

## 출연 작품
- 임퍼펙션스 (2016년)
- 준 인 재뉴어리 (2014년) - 다이애나 블랙웰 역
- 히치드 포 더 홀리데이 (2012년) - 맥신 역
- 뱀프스 (2012년) - 앤젤라 역
- 스타와 춤을 (2005년) - 본인 역
- 디 어프렌티스 (2004년)
- 맨 온 더 문 (1999년)
- 배트맨과 미스터 프리즈 (1998년)
- 배트맨 - 고담의 기사 (1997년)
- 마이 선 이즈 이노센트 (1996년)
- 타이타닉 (1996년)
- 어빈 퍼릴리티 스캔달 (1996년)
- 낸시 이야기 (1995년)
- 체이서 (1994년)
- 배트맨 - 유령의 마스크 (1993년)
- 막을 올려라 (1992년)
- 황금 사슬 (1991년)
- LA 이야기 (1991년)
- 레이디킬러 (1988년)
- 미녀와 명마 (1987년)
- 서부 광시곡 (1985년)
- 퍼펙트 (1985년)
- 갱 파티 (1984년)
- 캐논볼 2 (1984년)
- 사랑 도박 (1983년) - 아그네스 챕맨 역
- 해밑 (1982년)
- 드림 하우스 (1981년)
- 좋은 형제들 (1978년)
- 선 사이 (1977년)

### 텔레비전
- 더 데일리 쇼 위드 존 스튜어트 (1996년) - 게스트 역

## 출판 도서
- 모든 수단을 동원해 계속 움직이세요 (1994년 9월 5일)
- 마루 헤너의 토탈 헬스 메이크오버(1998년 5월 6일)
- 30일간의 총 건강 혁신(1999년 3월 3일)
- 나는 토끼 키우기를 거부합니다 (1999년 10월 12일)
- 건강한 삶의 주방(2000년 7월 10일)
- 건강한 어린이: 스마트하게 먹고 평생 활동할 수 있도록 도와주세요! (2001년 8월 7일)
- 건강한 휴일 (2002년 10월 1일)
- 인생을 잘 입으세요: 원하는 것을 얻기 위해 필요한 것을 사용하세요(2008년 4월 8일).
- 총 메모리 교체: 나의 과거를 발견하고 미래를 책임지기(2012년 4월 24일)